# دایدس‌هایم
شهر دایدزهایم در ایالت راینلند-فالتز در کشور آلمان واقع شده است.

## نگارخانه

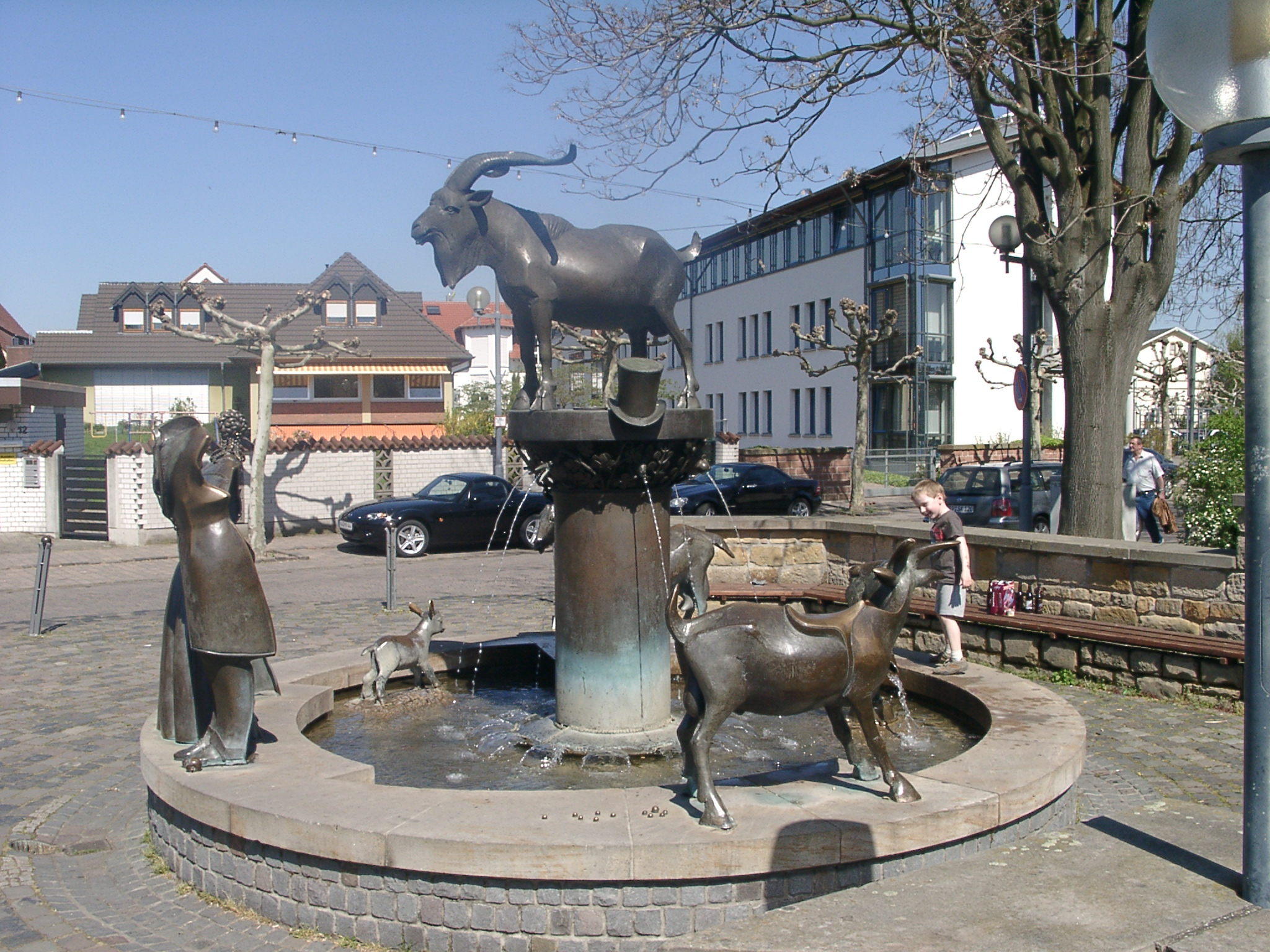
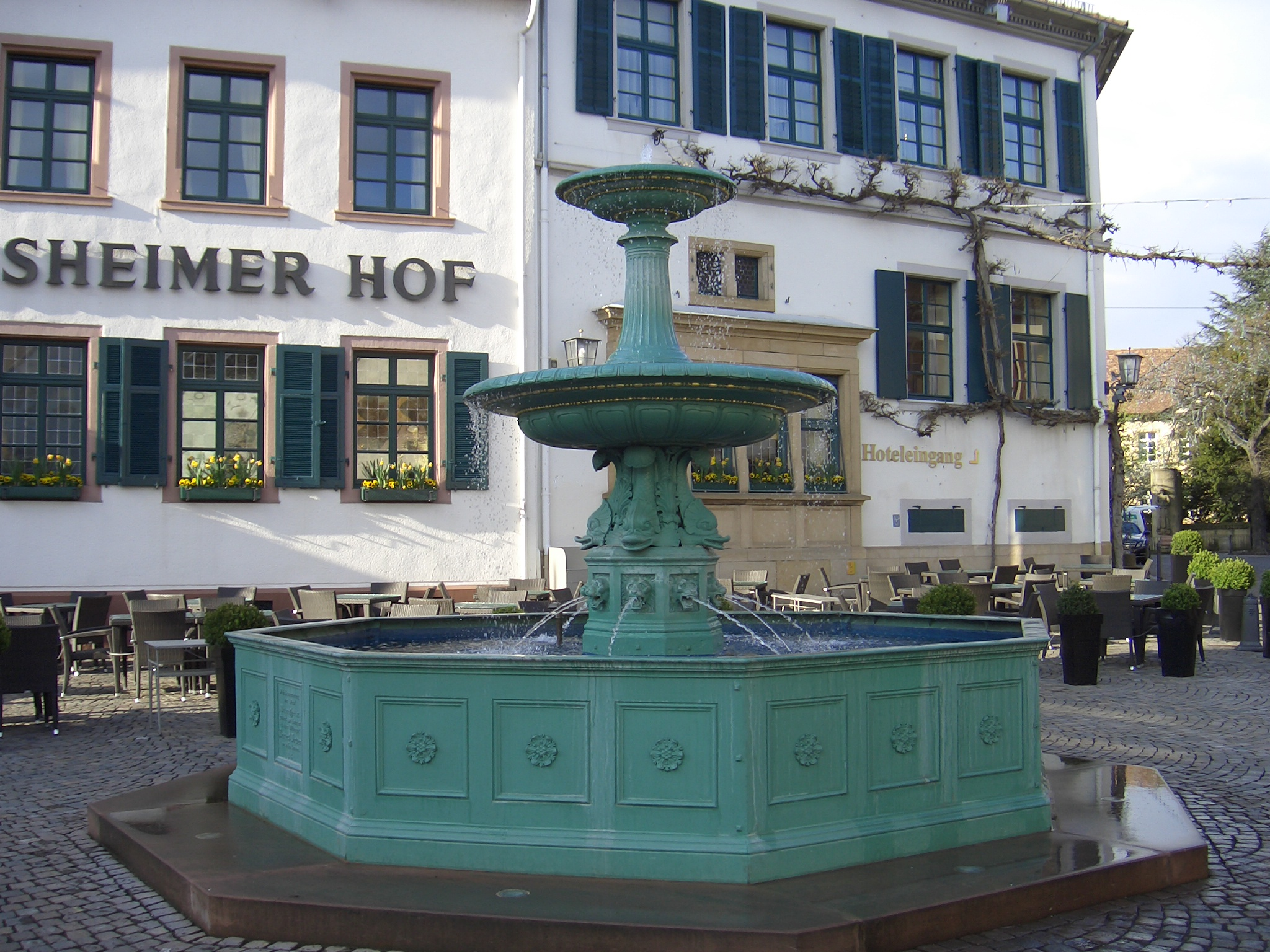
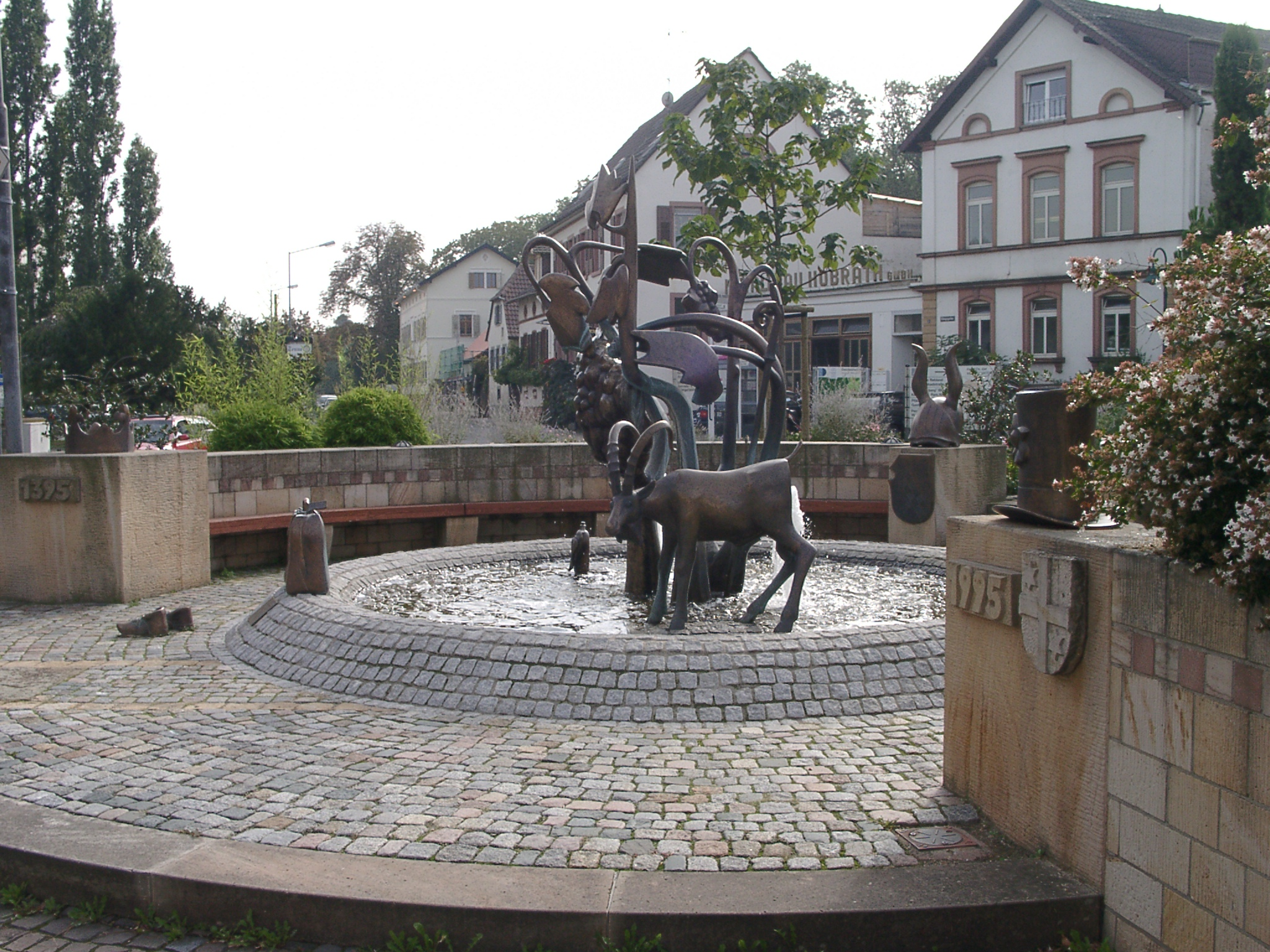